# Estación de Órdenes
Órdenes (en gallego, y oficialmente según Adif, Ordes) es una estación ferroviaria situada en el lugar de Fosado de la parroquia de Santa Cruz de Montaos en el municipio español de Órdenes, en la provincia de La Coruña, comunidad autónoma de Galicia. Cuenta con servicios de Media Distancia operados por Renfe.

## Situación ferroviaria
La estación se encuentra en el punto kilométrico 401,323 de la línea férrea que une Zamora con La Coruña a 238 metros de altitud, entre las estaciones de Cerceda-Meirama y Santiago de Compostela. Se encuentra en una variante del trazado original fruto de las obras de la alta velocidad entre La Coruña y Santiago de Compostela.

## Historia
La estación fue inaugurada el 23 de abril de 2005 sustituyendo a la antigua estación de Órdenes-Pontraga, la cual llevaba prestando servicio desde su inauguración el 14 de abril de 1943 junto al trazado original de la línea Zamora-La Coruña entre Santiago y La Coruña. Este nuevo recinto se sitúa a más de 6 kilómetros del casco urbano lo que dificultad su uso por parte de la población.

## La estación
Está formada por un moderno edificio construido a base de bloques de hormigón y con amplias zonas acristaladas. Dispone de dos andenes laterales y de cuatro vías, dos de ellas sin acceso a andén. 

## Servicios ferroviarios

### Media Distancia
En la estación paran varios trenes de Media Distancia operados por Renfe, comercializados como Regional, que conectan con las ciudades de Vigo, Pontevedra, Santiago de Compostela y La Coruña.
| Línea MD | Servicio | Origen/Destino         | Paradas intermedias | Destino/Origen |
| -------- | -------- | ---------------------- | --- | -------------- |
| 1        | Regional | La Coruña              | Uges · Cerceda-Meirama · Órdenes · Santiago de Compostela · Osebe · Padrón · Puentecesures · Catoira · Villagarcía de Arosa · Portela · Pontevedra · Arcade · Redondela-Picota · Redondela        | Vigo-Guixar    |
| 1        | Regional | La Coruña              | Uges · Cerceda-Meirama · Órdenes · Santiago de Compostela · Padrón · Puentecesures · Catoira · Villagarcía de Arosa · Pontevedra-Universidad · Pontevedra · Arcade · Redondela-Picota · Redondela | Vigo-Guixar    |
| 1        | Regional | La Coruña              | Uges · Cerceda-Meirama · Órdenes · Santiago de Compostela · Padrón · Puentecesures · Catoira · Villagarcía de Arosa · Pontevedra · Arcade · Redondela-Picota · Redondela                          | Vigo-Guixar    |
| 1        | Regional | Santiago de Compostela | Órdenes · Cerceda-Meirama · Uges | La Coruña      |